# 工業區

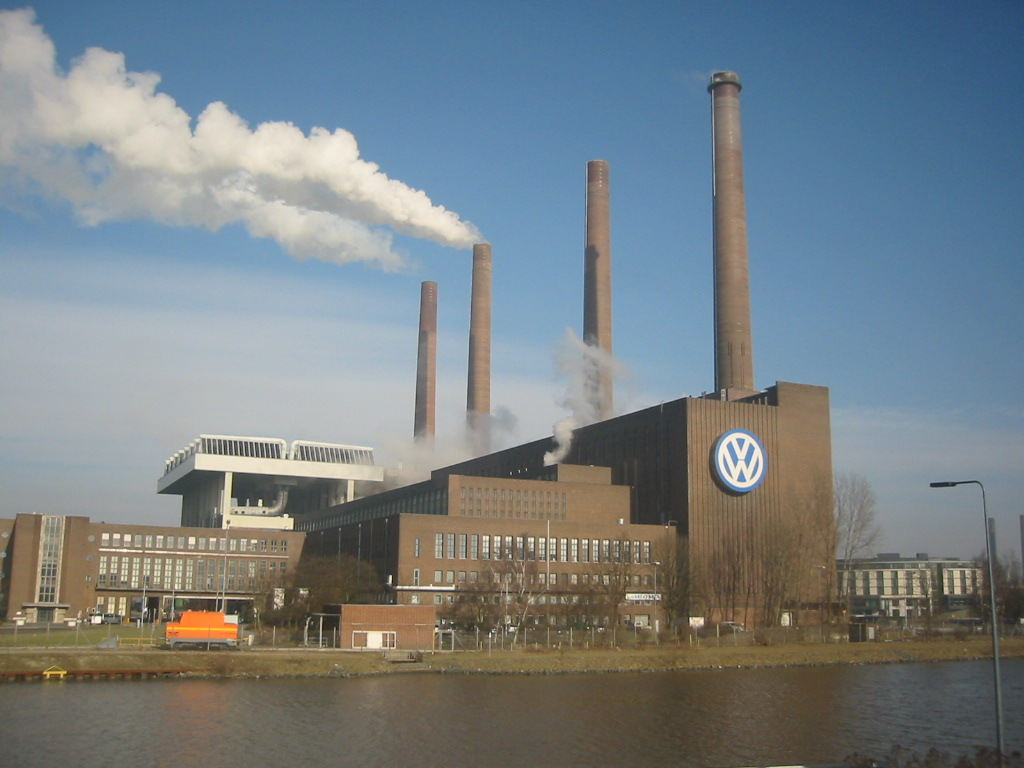
大众汽車的工業區

工業區指的是一個工業設施（特別是造船、採煤、鋼鐵業、陶瓷業等重工業）聚集的地區。